# Neopallene campanellae
Neopallene campanellae är en havsspindelart som beskrevs av Dohrn, A. 1881. Neopallene campanellae ingår i släktet Neopallene och familjen Callipallenidae. Inga underarter finns listade i Catalogue of Life.